# ジャコモ・アントニオ・ペルティ

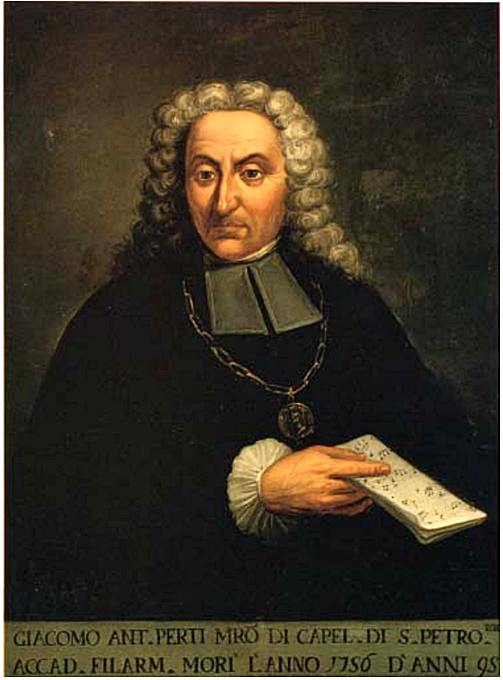
ジャコモ・アントニオ・ペルティ

ジャコモ・アントニオ・ペルティ（Giacomo Antonio Perti, 1661年 - 1756年4月10日）はイタリア盛期バロック音楽の作曲家。もっぱらボローニャで活躍し、その地で60年にわたって教会楽長を勤めた。音楽教師としてジュゼッペ・トレッリやジョヴァンニ・マルティーニらを輩出。

## 生涯
ボローニャ出身。幼少期から早熟な楽才を発揮してチェンバロとヴァイオリンを習い、後に対位法を学んだ。17歳までに宗教曲の作曲を始め、ミサ曲やモテット、マニフィカトを残す。1678年に最初のオラトリオと歌劇を作曲。パルマ滞在中にジュゼッペ・コルソの薫陶を受け、1680年代から1690年代にかけて作曲された詩篇唱の大半は、コルソの作曲様式に影響されている。その後ヴェネツィアに行き、おそらくオペラの一つが同地で上演されたらしい。
1690年にボローニャに戻り、聖ピエトロ大聖堂の教会楽長職に就任。1696年には聖ペトロニオ大聖堂の教会楽長職に着任、94歳で没するまでその地位にあった。

## 作品

### 概要
ペルティは、実り豊かな長い生涯において、宗教曲や歌劇の多作家として名を揚げ、傑出した音楽家として同僚だけでなく、王侯貴族からも認められた。そのような支持者に、メディチ家のフェルディナンド3世や神聖ローマ皇帝レオポルト1世ならびにカール6世らがいた。
ぜんぶで26の歌劇のうち、現存するのはごく僅かである。ペルティは書簡の中で、カヴァッリやチェスティ、ルイージ・デ・ロッシらの旋律様式に影響されたことを認めている。しかしながら楽器法と、二重唱や対旋律の用法は、かなりの独自性を示している。宗教曲はさらに数多く、120曲の詩篇唱、54曲のモテット、28曲のミサ曲、83曲のヴェルセットなどがある。
世俗音楽もふんだんに遺し、142曲の室内カンタータや、くさぐさの楽器のためのソナタやシンフォニアもある。

### 歌劇
- Marzio Coriolano, 1683
- Oreste in Argo, 1685
- L'Incoronazione di Dario, 1686
- La Flavia, 1686
- La Rosaura, 1689
- Dionisio Siracusano, 1689
- Brenno in Efeso, 1690
- L'Inganno Scoperto per Vendetta, 1691
- Il Pompeo, 1691
- Furio Camillo,, 1692
- Nerone fatto Cesare, 1693
- La Forza della Virtù, 1694
- Laodicea e Berenice, 1695
- Penelope la Casta, 1696
- Fau sta restituita all'Impero, 1697
- Apollo Geloso, 1698
- Lucio Vero, 1700
- Astianatte, 1701
- Dionisio Re di Portogallo, 1707
- Venceslao, Ossia il Fraticida Innocente, 1708
- Ginevra Principessa di Scozia, 1708
- Berenice Redina d'Egitto, 1709
- Demetrio, 1709
- Rodelinda Regina de' Longobardi, 1710
- Un Prologo per il Cortegiano, 1739

### オラトリオ
- I due Gigli proporati nel Martirio di S. Serafia e S. Sabina, 1679
- Abramo, 1683
- Mosè, 1685
- Oratorio della Passione, 1685
- La Beata Imelde Lambertini, 1686
- La Morte del Giusto Overo il Transito di  S. Giuseppe, 1688
- Agar Scacciata, 1689
- La Passione di Cristo, 1694
- S. Galgano, 1694
- Cristo al Limbo, 1698
- Gesù al Sepolcro, 1703
- S. Giovanni, 1704
- La Sepoltura di Cristo, 1704
- S. Petronio, 1720
- La Passione di Cristo, 1721
- I Conforti di Maria Vergine, 1723
- L'Amor Divino, 1723